# Михайлов, Феликс Валерьевич
Феликс Валерьевич Михайлов (20 августа 1967 года, Махачкала) — российский киноактёр, режиссёр театра, кино и телевидения, сценарист, кинопродюсер и педагог. Лауреат национальной премии в области телевидения «ТЭФИ», один из создателей и художественный руководитель театра «Ленинград-Центр» (с 2014 года).

## Биография
Феликс Михайлов родился и вырос в Махачкале. В 1992 окончил Ленинградский государственный институт театра, музыки и кинематографии (ныне — Санкт-Петербургская государственная академия театрального искусства).
В 1993 году открывает проект «Территория театра». В 1993—1997 преподаёт в СПбГАТИ (мастерская В. Петрова).
С 2000 года активно сотрудничает с различными телевизионными каналами: Первым, СТС, РЕН. Выступает режиссёром-постановщиком рейтинговых ТВ-программ: «Розыгрыш», «Звёзды на льду», «Ледниковый период», «Цирк со звездами» и других. В 2018 году вошёл в группу режиссёров проекта «Новый Год на Первом».
Созданные Феликсом Михайловым совместно с известным хореографом Егором Дружининым музыкальные проекты «По волнам моей памяти» и «Ночь в стиле детства» были отмечены телевизионной премией «ТЭФИ».
В 2009 году дебютирует в кино как режиссёр с фильмом «Весельчаки». Картина открывала программу «Панорама» Берлинского кинофестиваля в 2010 году. Также снимался в кино и сериалах.
Параллельно с работой на телевидении приглашается в качестве постановщика крупных культурно-развлекательных мероприятий: церемонии открытия и закрытия Московского международного кинофестиваля (2010—2014), церемония вручения национальной кинопремии «Золотой орёл» (2010—2015). Сотрудничает с Земфирой в качестве исполнительного продюсера фильма-концерта «Зеленый театр в Земфире».
В 2013 году Феликс Михайлов приглашается в команду проекта по созданию нового культурно-развлекательного пространства «Ленинград-Центр» (в здании бывшего кинотеатра «Ленинград») в Санкт-Петербурге. Он работает над созданием домашних музыкально-театральных постановок Центра, вместе с художниками и дизайнерами создаёт интерьер некоторых зон будущего пространства, а в 2014 году становится художественным руководителем театра. Режиссёр-постановщик развлекательных шоу «Illusio», «Фавориты луны. Поцелуй», «Прекрасная М», «Timeless», «Lovesick», а также моно-мюзикла Максима Леонидова «Я оглянулся посмотреть…» в «Ленинград-Центре». Объединив в своих шоу элементы театра, мюзикла, балета и циркового искусства, Феликс Михайлов создал новый жанр — «сценический коллаж», «театральный аттракцион».
В 2014 году принял предложение оргкомитета «Россия-2018» и Первого канала выступить режиссёром-постановщиком и арт-директором ключевых мероприятий в рамках подготовки и проведения чемпионата мира по футболу 2018 в России.

### Уроки литературы
Автор идеи проекта «Уроки литературы», в рамках которого актёры театра и кино читают стихи и прозу великих русских поэтов и писателей. Неотъемлемой частью проекта являются уникальные видеозаписи с участием советских актёров театра и кино (Вера Васильева, Валерий Гаркалин, Алла Демидова, Михаил Козаков, Александр Лазарев (старший), Василий Лановой, Евгения Симонова).
Издание The Hollywood Reporter Russia назвало Феликса Михайлова «мастером церемоний» и «одним из самых авторитетных постановщиков в стране».
Живёт и работает в Москве и Санкт-Петербурге. Женат, воспитывает пятерых детей.

## Фильмография

### Актёр
- 2008 — «Фотограф» — Веричев (12-я серия «Ведьма»)
- 2008 — 2014 — «Большая разница» (сериал)
- 2010 — «Дежурный ангел» — Леонид[12][13]
- 2010 — «Масквичи» (в одном скетче)
- 2010 — «Последняя минута» — Нестеров (3-я серия «Признание»)
- 2010 — «Учитель в законе. Продолжение» — химик
- 2015 — «Параллельные прямые пересекаются в бесконечности»

### Режиссёр
- 2005 — «Ночь в стиле Disco»
- 2009 — «Весельчаки»

### Сценарист
- 2009 — «Весельчаки»

### Продюсер
- 2009 — «Весельчаки»